# Natsuzuki
Le Natsuzuki (夏月) était un destroyer de classe Akizuki en service dans la Marine impériale japonaise pendant la Seconde Guerre mondiale.

## Historique
Amarré à Kitakyūshū à la fin de la guerre, il est désarmé le 5 octobre 1945. Le 25 août 1947, il est remis à la Grande-Bretagne avant d'être démoli à Uraga en 1948.